# Kefersteinia guacamayoana
Kefersteinia guacamayoana là một loài thực vật có hoa trong họ Lan. Loài này được Dodson & Hirtz mô tả khoa học đầu tiên năm 1989.